# An Thắng, An Lão (Hải Phòng)
An Thắng là một xã thuộc huyện An Lão, thành phố Hải Phòng, Việt Nam.
Xã An Thắng có diện tích 5,47 km², dân số năm 1999 là 6527 người, mật độ dân số đạt 1193 người/km².